# 艾哈迈德·贾马尔
艾哈迈德·贾马尔（英語：Ahmad Jamal，1930年7月2日—2023年4月16日），原名弗雷德里克·罗素·琼斯（英語：Frederick Russell Jones），美国爵士乐钢琴家、作曲家、乐队领队及教育家。在60年的职业生涯中，贾马尔是最成功的小团体领队之一，获得过國家藝術基金會爵士大師獎以及一项格莱美终身成就奖。

## 生平

### 早年生活
贾马尔在1930年7月2日生于宾夕法尼亚州的匹兹堡，他于三岁时首次开始弹钢琴，七岁时开始跟随玛丽·卡德维尔·道森正式学习。贾马尔在匹兹堡接触到了诸如俄爾·海因斯、比利·史崔洪、玛丽露·威廉斯以及艾罗·嘉纳等爵士艺术家的作品，并深受影响。他一直非常热爱匹兹堡，曾表示“匹兹堡对于我来说代表一切”。
贾马尔亦曾师从钢琴家詹姆斯·米勒，并于14岁时成为职业钢琴家，当时钢琴家阿特·塔图姆曾表示贾马尔将大有前途。
贾马尔在被一名《纽约时报》的乐评人问到他有什么演奏习惯时，回答称自己喜欢开着门弹琴，以期有人能注意到自己，并表示自己虽然不会一天演奏上十二个小时，但却会时时刻刻想着音乐。

### 开始阶段
1948年，贾马尔在自乔治·威斯汀豪斯高中毕业后开始跟随乔治·哈德森（George Hudson）的乐队前往各地巡演，随后他又加入了一支名叫“The Four Strings”的巡演团队，不过这个团队后来随着小提琴手小乔·肯尼迪（Joe Kennedy Jr.）的离开而解散。1950年，贾马尔搬到了芝加哥，并不时与当地音乐人冯·弗里曼、克劳德·麦克林等一起演出。有时他也会独自在Palm Tavern酒店演出，偶尔又会和鼓手艾克·戴合作。贾马尔曾经表示，伊斯兰教的信仰让他对自己的种族感到了心安，亦获得了音乐上的成长。
虽然父母都是浸礼宗信徒，但贾马尔对底特律的伊斯兰教以及其文化都产生了兴趣（底特律在20世纪40及50年代存在着一个规模可观的穆斯林社区）。后来贾马尔改信了伊斯兰教，又在1950年把名字改成了“艾哈迈德·贾马尔”。数年后，贾马尔在接受《纽约时报》采访时表示他改名是想“重新建设自己原来的名字”（re-establish my original name）。加入伊斯兰教后，贾马尔每天都会念五遍穆斯林的祷文，其中每天早上五点起来念第一遍。为了遵循穆斯林的传统，贾马尔念祷文时均会使用阿拉伯语。
1951年，贾马尔带领团队The Three Strings为Okeh唱片录制了第一张唱片。虽然贾马尔不想使用三人组（trio）这样的词来给团队命名，但The Three Strings后来还是被起名为“艾哈迈德·贾马尔三人组”，其他两名成员分别是吉他手雷·克劳福德（Ray Crawford）和一名贝斯手，不同时期的贝斯手分别为埃迪·卡尔霍恩（Eddie Calhoun，1950年—1952年）、理查德·戴维斯（1953年—1954年）及伊斯雷尔·克罗斯比（1954年后）。“The Three Strings”的成名之战是其在纽约市的一次表演，約翰·哈蒙德在看过他们表演之后邀请他们加入了Okeh唱片，贾马尔也开始得到评论界的赞誉。在此之后，贾马尔又带着他的钢琴-吉他-贝斯团队先后加入了Parrot唱片（1953年–1955年）和史诗唱片。

### 《At the Pershing: But Not for Me》

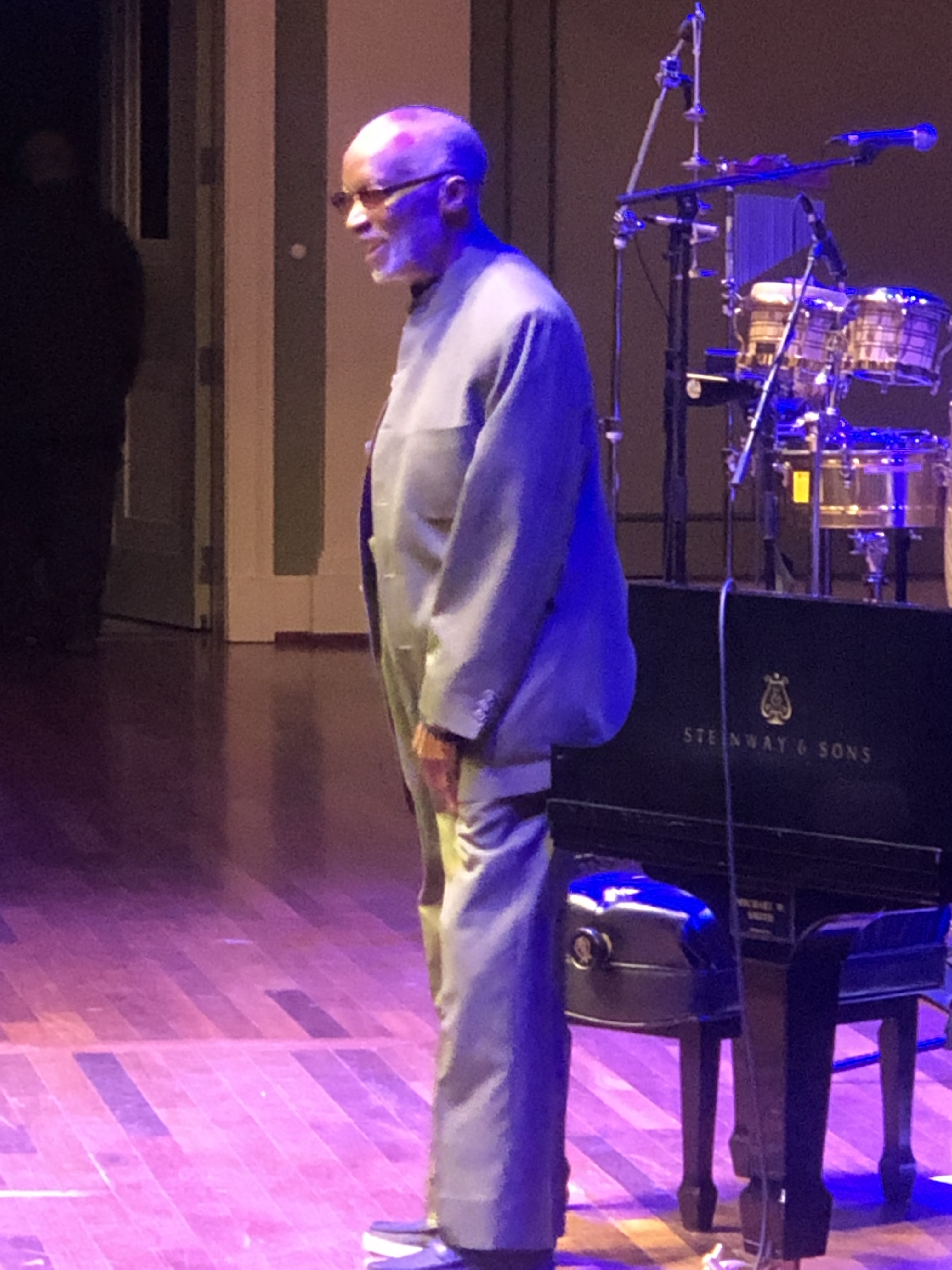
2019年10月18日摄于纳什维尔

1957年，在鼓手范奈尔·福尼尔代替克劳福德加入组合后，贾马尔团队的音乐风格发生了显著变化，在这一时期，他的团队是芝加哥潘兴酒店（Pershing Hotel）的“主场三人组”。1958年，组合发布了现场专辑《At the Pershing: But Not for Me》，这张专辑后来连续108周占据十大畅销专辑榜单，贾马尔也因此大受欢迎，他的著名歌曲《Poinciana》就是出自于此专辑。此外，这张专辑还鼓舞了很多爵士音乐人和听众，贾马尔的团队也被认为是爵士乐历史上的一个重要组成部分。乐评人约翰·莫思兰（John Morthland）认为，这一时期的贾马尔極簡主義和喜欢大范围运用即席伴奏的风格非常明显。
凭借《But Not For Me》的成功，贾马尔成为了整个1950年代的流行音乐人，同时，他的一系列投资也成为了媒体关注的焦点。1959年，贾马尔前往北非寻找在非洲的投资机会，同时对祖先的故乡进行探访。回到美国后，贾马尔用利用自己通过《Live at the Pershing: But Not For Me》赚到的钱在芝加哥开了一家餐馆兼爵士俱乐部，不过这家餐馆仅仅开了一年。
1962年，“The Three Strings”团队解散，贾马尔与另一个大乐队共同录制了专辑《Macanudo》，其后短暂地淡出了舞台。

### 回归舞台与《The Awakening》
1964年，贾马尔在搬到纽约并加入当地的天门村（Village Gate）夜总会后重新回到了表演舞台。1965年，贾马尔与贝斯手贾米尔·纳赛尔（Jamil Nasser）一起录制了新专辑《Extensions》，此后两人持续合作到了1972年。此外在1965年到1966年间，贾马尔与老搭档福尼尔再次开启了一段合作，而在1966年到1977年间，贾马尔则与鼓手弗兰克·甘特一起合作过。
自此次复出到1970年的这段时间内，贾马尔一直都只演奏原声钢琴，最后一次以原声钢琴为主的专辑为《The Awakening》。1970年代，贾马尔开始使用电子钢琴，例如他在1973年翻奏的电影《風流軍醫俏護士》的主题曲《自杀没有痛》时，使用的是一名瑞士人送给他的羅德斯电子鋼琴。1970年代及1980年代，贾马尔一直都活跃于舞台之上，且大多通过与贝斯手和鼓手组成三人组合来进行表演，偶尔会另外加入一名吉他手。这些组合当中以他在华盛顿特区的蓝巷夜总会组建的除夕夜表演乐队持续时间最长，其自1979年成立之后，直到1990年代方才解散。

### 后期职业
在年过八旬之后，贾马尔仍然继续前往各地巡演以及推出新作品，这段时期的专辑作品包括2013年的《Saturday Morning》、2014年的《Ahmad Jamal Featuring Yusef Lateef Live at L'Olympia》、2017年的《Marseille》和2019年的《Ballades》等。另外，贾马尔还是爵士钢琴家上原廣美以及Shahin Novrasli的主要引导人。

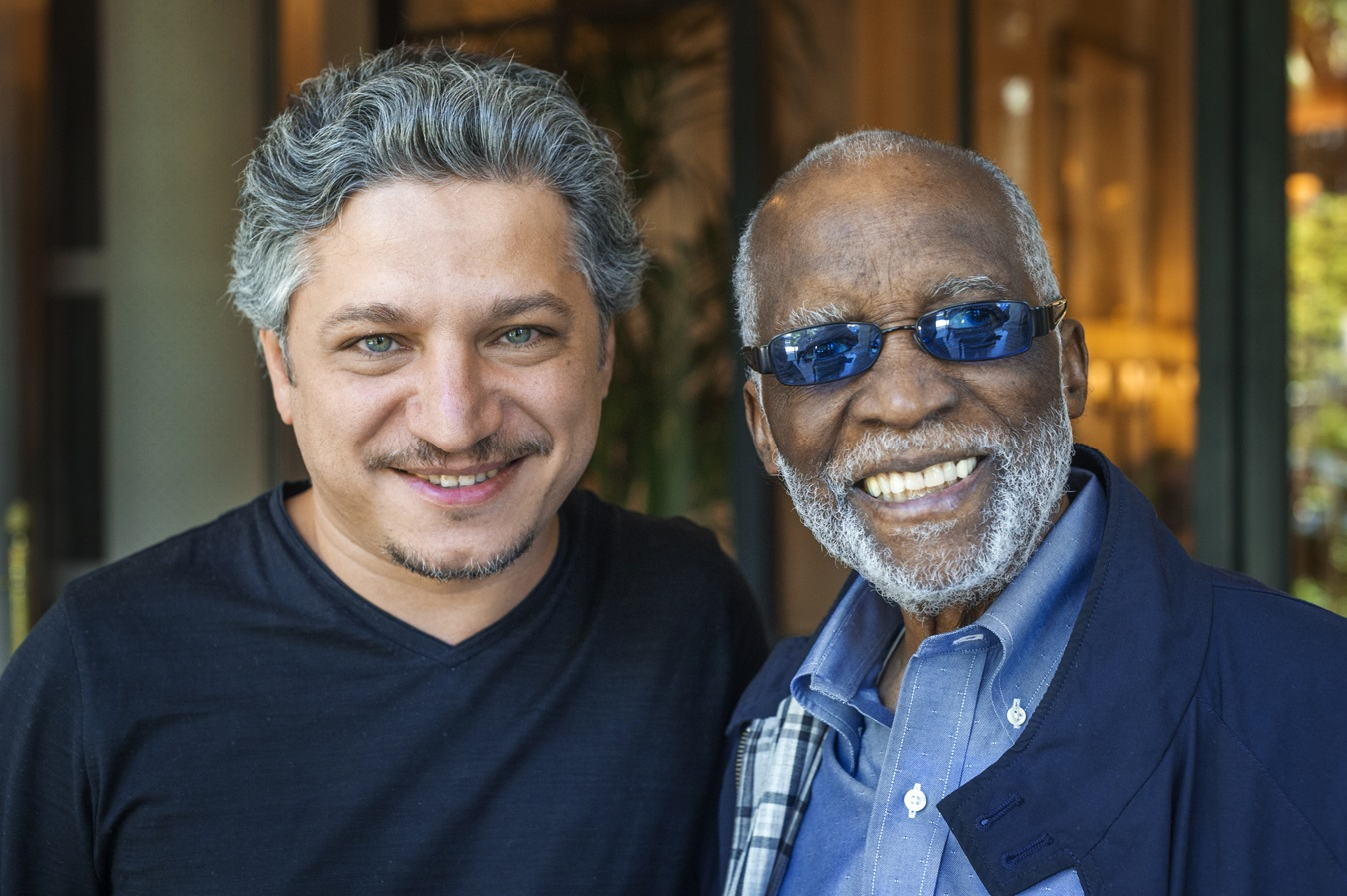
贾马尔与Shahin Novrasli

1986年，贾马尔针对乐评人伦纳德·费瑟未经允许而使用他之前的名字提起上诉。

### 个人生活与逝世
贾马尔一生离过三次婚，其中第一次是在1962年。1963年，贾马尔因为药物过量而住过院。他最大的女儿于1979年去世，身后则有一个女儿和两个孙子。
2024年4月16日，经贾马尔的女儿证实，贾马尔因前列腺癌并发症发作而在马萨诸塞州谢菲尔德的家中逝世。

## 风格与影响

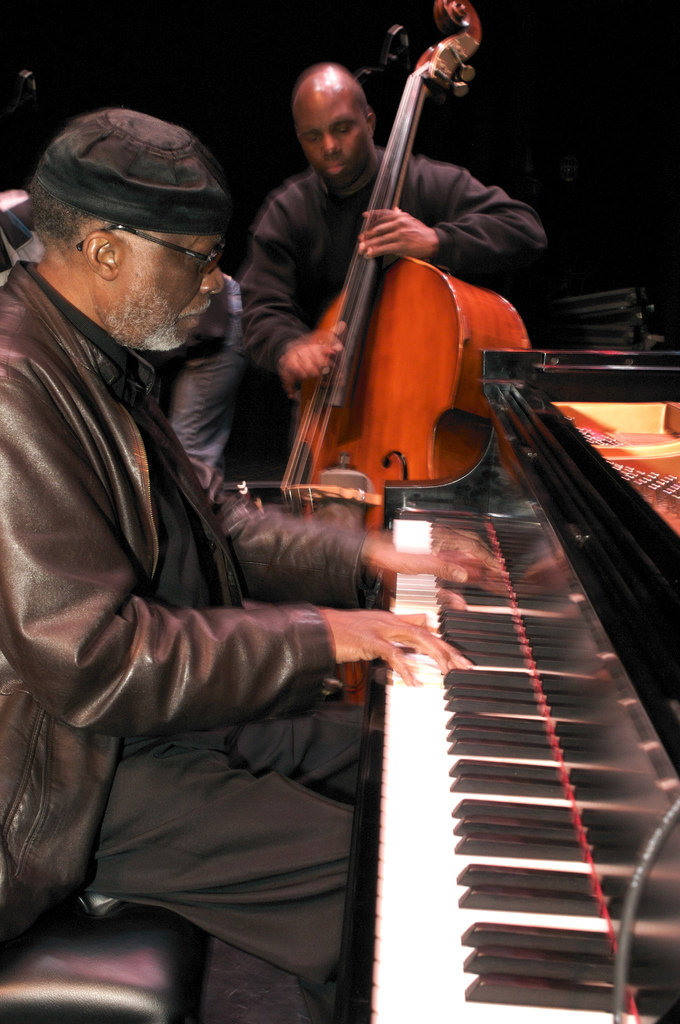
正在表演的贾马尔与贝斯手詹姆斯·坎马克，摄于2007年

贾马尔在传统爵士乐（其本人更喜欢称之为“美国古典音乐”）和欧洲古典风格方面都有过训练，被认为是最伟大的爵士乐创新者之一。在贾马尔出道之际，由于咆勃爵士樂大师查利·帕克、迪齐·吉莱斯皮等人的影响，快速以及精湛的即兴创作能力被认为是爵士乐手想要获得成功必须具备的品质，但贾马尔则另辟蹊径，开启了一场将爵士乐与流行音乐相结合的运动，这种风格后来演变成了“冷爵士乐”。与咆勃爵士樂的快节奏不同，贾马尔较为重视曲子中的音符以及对其的诠释之间的空间。
贾马尔的这种风格经常受到爵士乐相关作家的批评，很多人认为他不过是一位非正式场合的演奏者，其作品不具备任何艺术意义上的价值。不过作家斯坦利·克罗奇对此的看法则截然相反，他认为贾马尔与塞隆尼斯·孟克相似，是一名真正的创新者，并表示贾马尔给爵士乐的发展带来的影响仅次于查利·帕克。另外，克劳奇认为贾马尔通过对空间的运用以及节奏和韵律的变化创造出了一个“具有理想中的组织有序的大樂團所应该拥有的所有惊喜和动态变化”的组合。
在即兴创作时，贾马尔追求的是連複段、音色以及乐句之间的协调性，而非音符的数量或速度。美国国家艺术基金会的A. B.斯佩尔曼认为贾马尔对空间的运用能力仅次于塞隆尼斯·孟克，而其乐曲所释放的紧张气氛更是无人能及。
贾马尔从传统古典乐和当代音乐汲取来的这些技巧对比爾·艾文斯、賀比·漢考克、麦考伊·泰纳、悉達·華爾頓、伊桑·艾佛森和比尔·夏拉普等后来的爵士乐著名乐手都产生了很大影响。
除此之外，贾马尔对邁爾士·戴維斯也有很大影响。戴维斯曾表示他对贾马尔的韵律感、“空间概念”、“轻柔的触摸”以及“轻描淡写”的风格印象非常深刻，他经常派自己的团队人员去参加贾马尔的音乐会，以使他们能够通过向贾马尔学习而达到自己想要的效果。戴维斯还非常喜欢贾马尔作品中的对比风格（乐曲中同时具有强烈和温和的音调以及快速和慢速的旋律）。贾马尔本人则认为，自己受到戴维斯钦佩的地方在于“我的行事风格和乐曲中的空间正好相反”。贾马尔和戴维斯于20世纪50年代开始结为朋友，此后戴维斯经常为贾马尔提供支持，并时常演奏贾马尔的作品，直到1991年去世。
贾马尔曾表示自己喜欢做谣曲，并认为这种曲子很难演奏，且需要多年时间才能对其进行正确解读。贾马尔在小时候就培养了对学过歌曲的歌词的欣赏，根据贾马尔的回忆，他曾经听过本·韦伯斯特演奏一首歌谣，韦伯斯特在演奏途中忽然停下，当贾马尔询问为何停下时，韦伯斯特回答道：“我忘了歌词。”
对于其作品风格的多样性，贾马尔将其归结于自己经历过大乐团时代、咆勃爵士乐时代以及电子音乐时代等多个时期，他表示这三个时期是他演奏风格的主要来源。
贾马尔曾表示他很少会演奏自己的大热作品《But Not for Me》，因为这首歌曲虽然受欢迎，但仍然属于翻奏作品，而他当年在《Live at the Pershing》爆红后曾被批评从不演奏自己的作品。1985年，贾马尔接受了同行瑪麗安·麥克帕特蘭的访问邀请，即兴演奏了一次这首歌曲。值得一提的是，在贾马尔的所有作品中，他自己作曲的作品占据了九成。

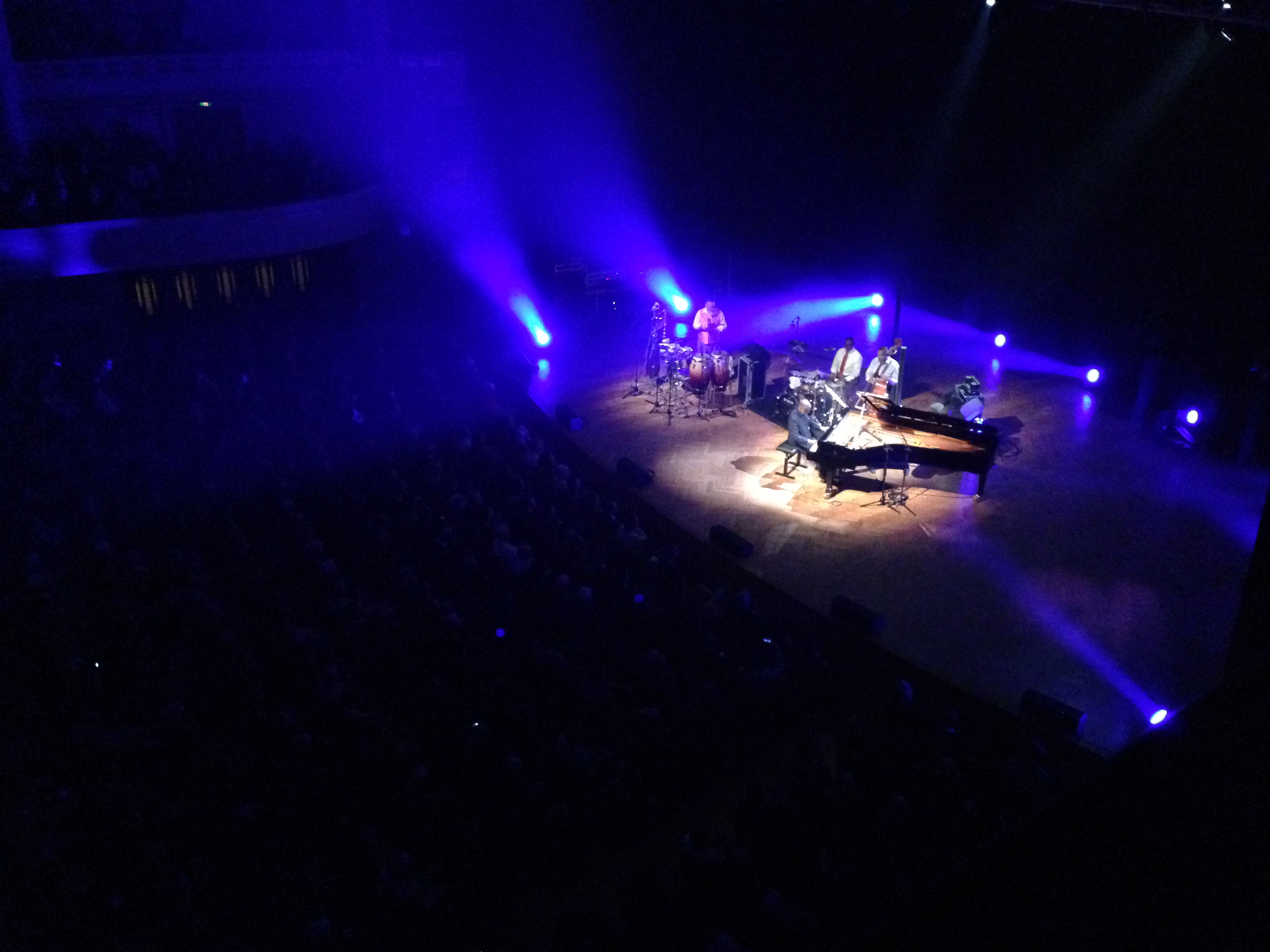
在比利时布鲁塞尔表演的贾马尔，2014年1月

晚年的贾马尔见证了电子音乐对爵士乐的影响，并逐渐接受了这一新元素。此外，他偶尔也会拉上高音萨克斯手乔治·科尔曼和一名小提琴手加入自己的三人小组。2010年，贾马尔的一名粉丝在接受《重拍》杂志采访时表示贾马尔近期的演奏“声势更为浩大”以及“更为即兴化”，他称自己以前曾用“前卫”来描述贾马尔，“如今看来可能并不准确。但无论怎么说，他演奏的方式很符合爵士乐的本质” 。

## 奖项与荣誉
- 1959年匹兹堡青年商会（Pittsburgh Junior Chamber of Commerce）娱乐奖[53]
- 1980年华盛顿特区阿纳卡斯蒂亚社区博物馆杰出服务奖（由史密森尼学会颁发）[54]
- 1981年艺术及科学学会最佳R&B器乐演奏提名[55]
- 1986年宾夕法尼亚州匹兹堡的梅隆爵士音乐节（Mellon Jazz Festival）曾向贾马尔致敬[56]
- 1987年菲律宾爵士乐基金会荣誉成员[54]
- 1994年國家藝術基金會美国爵士乐大师奖[2]
- 2001年全美黑人女性100联盟艺术与文化认同奖（Arts & Culture Recognition Award）[54]
- 2001年因在钢琴及作曲方面上的成就而被收入凯利-斯特雷霍恩明星陈列室（Kelly-Strayhorn Gallery of Stars）[57]
- 2003年被新泽西州爵士乐协会（New Jersey Jazz Society）收入美国爵士乐名人堂[58]
- 2003年施坦威钢琴150年庆典（Steinway & Sons 150 Years Celebration，自1853年至2003年间举办）金章[59]
- 2007年被约翰·肯尼迪表演艺术中心评为在世爵士乐传奇人物[60]
- 2007年法国藝術與文學勳章[61]
- 2011年在《重拍》杂志第76次读者投票中入选名人堂[62]
- 2015年新英格兰音乐学院荣誉音乐博士[63]
- 2017年获國家錄音藝術科學學院颁发格莱美终身成就奖[3]
- 2018年利沃夫爵士音乐节爵士乐奖[64]